# Escons en Blanc
Escons en Blanc (EB) (en castellà: Escaños en Blanco, en basc: Aulki Zuriak, en gallec: Escanos en Branco), és un partit polític espanyol fundat el 2010 que deixa buits els escons que aconsegueix.

## Ideologia

### Objectiu
El partit es dissoldrà quan s'aprovi una reforma de la llei electoral on es tingui en compte un tipus de vot per poder optar per cap de les formacions disponibles que es tradueixi automàticament en escons buits. Aquesta petició és equivalent al concepte de vot en blanc computable.

### Metodologia per deixar l'escó buit
Un cop obtinguts els primers candidats electes a les  eleccions municipals de 2011, Escons en Blanc va elaborar un, que servís com a procediment per deixar la regidoria buida durant la vigència de la corporació municipal. Aquest procediment, emparat per la doctrina de la Junta Electoral Central, consisteix en no presentar-se a la presa de possessió del càrrec en cap de les ocasions (normalment plens de l'ajuntament) legalment permeses per a això.
El no prendre plena condició de regidor no suposa la pèrdua de la condició de regidor electe, la qual cosa permet al candidat mantenir-se al marge de les decisions del consistori sense incomplir la llei, no tenint els drets i obligacions habituals dels parlamentaris, així com dels privilegis (informació privilegiada, dietes, sous, etc.).

## Història

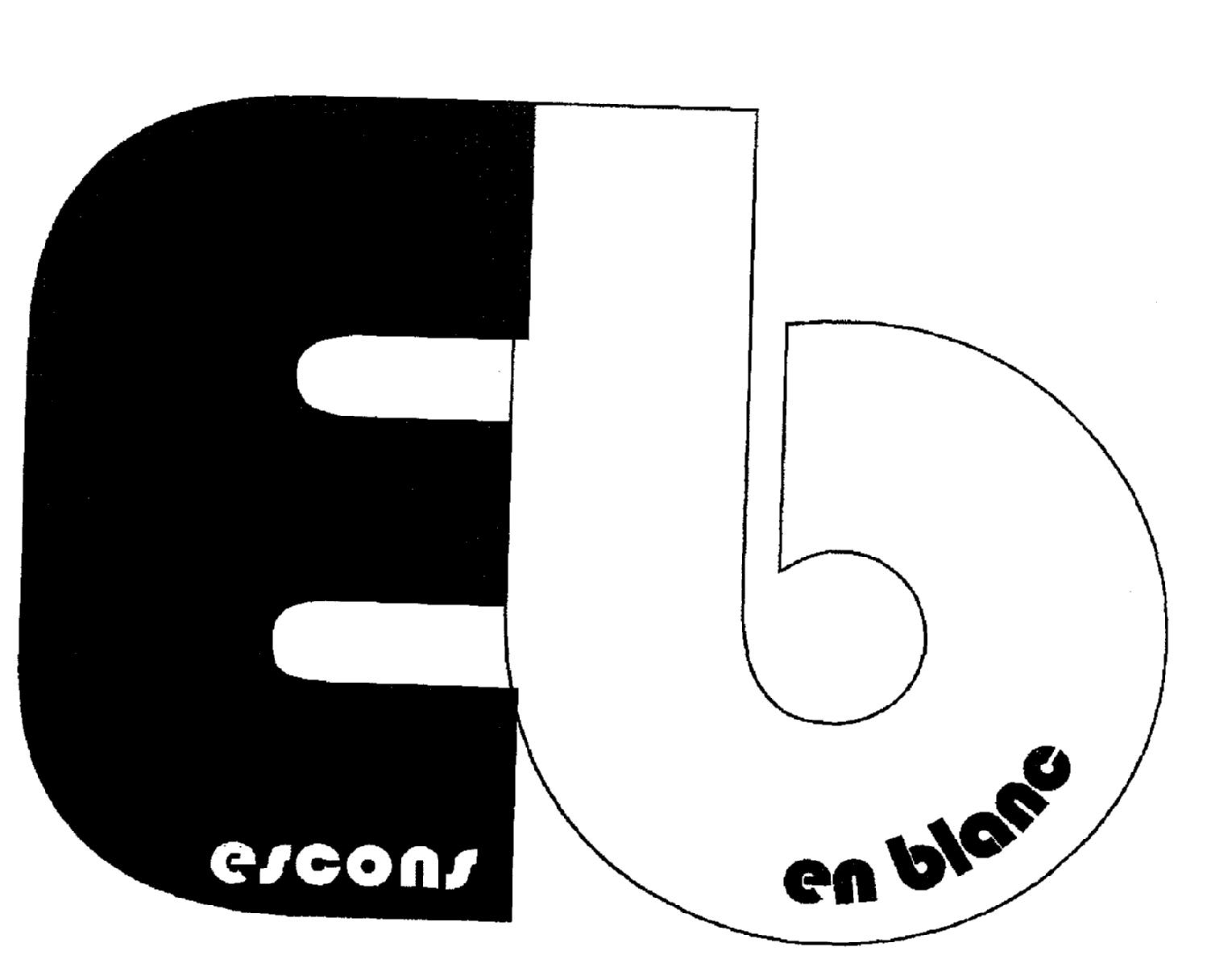
Logotip original d'Escons en Blanc usat durant 2010-2011.

Escons en Blanc sorgeix després de la inactivitat d'un partit denominat Escons Insubmisos - aternativa dels Democrats Descontents que es va presentar per primera vegada a les eleccions municipals espanyoles de 2003 i per última a les  generals de 2008. La ideologia va ser simplificada entorn del vot en blanc computable i la millora que es pretén imbuir en el sistema democràtic i en l'ètica política dels altres representants mitjançant la no ocupació dels propis escons obtinguts.

### Coalicions i moviments ciutadans
Ciutadans en Blanc

Logotip d'Escons en Blanc usat durant 2011-2013.

En les eleccions al Parlament de Catalunya de 2010 i en les eleccions locals de 2011, Escons en Blanc va signar una coalició amb  Ciutadans en blanc (CenB), ja que els seus programes electorals eren pràcticament equivalents. Tanmateix, l'únic regidor electe de CenB fora de la coalició va prendre possessió del càrrec de regidor a la població de Santa Maria de Palautordera durant el ple del 28 de juliol de 2011, marcant una clara diferència respecte a procedir de la resta de candidats d'Escons en blanc.
Moviment Ciutadà pel Vot en Blanc computable (MCxVBC)
A partir d'agost de 2011, el gruix del moviment ciutadà que sustentava les candidatures de Ciutadans en Blanc va passar a denominar-se Moviment Ciutadà pel Vot en Blanc computable Aquesta plataforma va començar a treballar al costat d'Escons en blanc per obtenir major representativitat i organització en tot el territori espanyol, ja que fins a aquesta data Escons en blanc s'havia presentat únicament a les eleccions a Catalunya. A partir de l'1 de setembre de 2013, el MCxVBC es desvincula formalment de qualsevol partit polític per mantenir la seva independència com col·lectiu. El 2024 van presentar interès en presentar-se a les Eleccions al Parlament de Catalunya de 2024, si reunien els avals necessaris.

## Resultats electorals

### Eleccions municipals d'Espanya de 2011
| Municipi                                                       | Província | Vots   | Percentatge | Regidories buides |
| -------------------------------------------------------------- | --------- | ------ | ----------- | ----------------- |
| Avià Arxivat 2022-03-31 a Wayback Machine.                     | Barcelona | 23     | 2,16%       | 0                 |
| Badalona Arxivat 2022-03-31 a Wayback Machine.                 | Barcelona | 951    | 1,18%       | 0                 |
| Barcelona Arxivat 2022-03-31 a Wayback Machine.                | Barcelona | 10.104 | 1,67%       | 0                 |
| Foixà Arxivat 2022-03-31 a Wayback Machine.                    | Girona    | 52     | 32,10%      | 2                 |
| Girona Arxivat 2022-03-31 a Wayback Machine.                   | Girona    | 417    | 1,30%       | 0                 |
| Gironella Arxivat 2022-03-31 a Wayback Machine.                | Barcelona | 150    | 6,79%       | 1                 |
| Hospitalet de Llobregat Arxivat 2022-03-31 a Wayback Machine.  | Barcelona | 973    | 1,15%       | 0                 |
| Igualada                                                       | Barcelona | 343    | 2,15%       | 0                 |
| Lleida Arxivat 2022-03-31 a Wayback Machine.                   | Lleida    | 387    | 0,86%       | 0                 |
| Santa Coloma de Gramenet Arxivat 2022-03-31 a Wayback Machine. | Barcelona | 457    | 1,18%       | 0                 |
| Tarragona Arxivat 2022-03-31 a Wayback Machine.                | Tarragona | 523    | 1,08%       | 0                 |
| Terrassa Arxivat 2022-03-31 a Wayback Machine.                 | Barcelona | 1.202  | 1,69%       | 0                 |
| Total presentades                                              |           | 15.582 | 1,71%       | 3                 |

| Any  | Vots    | %    | Diputats |
| ---- | ------- | ---- | -------- |
| 2014 | 115.682 | 0,74 | 0 / 54   |

| Data           | Congrés | Congrés | Congrés  | Senat    |
| Data           | Vots    | %       | Diputats | Senadors |
| -------------- | ------- | ------- | -------- | -------- |
| 2011           | 97.673  | 0,4     | 0 / 350  | 0 / 208  |
| 2015           | 10.084  | 0,04    | 0 / 350  | 0 / 208  |
| 2016           | 11.669  | 0,05    | 0 / 350  | 0 / 208  |
| 2019, abril    | 7.072   | 0,03    | 0 / 350  | 0 / 208  |
| 2019, novembre | 5.970   | 0,02    | 0 / 350  | 0 / 208  |

| Any  | Candidatura                            | Vots   | %    | Diputats |
| ---- | -------------------------------------- | ------ | ---- | -------- |
| 2010 | Escons en blanc - Ciudadanos en blanco | 18.679 | 0,60 | 0 / 135  |
| 2012 | Escons en blanc                        | 28.288 | 0,78 | 0 / 135  |
| 2021 | Escons en blanc                        | 590    | 0,02 | 0 / 135  |

| Any  | Vots  | %    | Diputats |
| ---- | ----- | ---- | -------- |
| 2012 | 5.759 | 0,14 | 0 / 109  |

| Any  | Vots  | %    | Diputats |
| ---- | ----- | ---- | -------- |
| 2012 | 4.095 | 0,82 | 0 / 45   |

| Any  | Vots   | %    | Diputats |
| ---- | ------ | ---- | -------- |
| 2012 | 11.480 | 1,03 | 0 / 75   |
| 2016 | 1.288  | 0,12 | 0 / 75   |
| 2020 | 2.465  | 0,28 | 0 / 75   |

| Any  | Vots   | %    | Diputats |
| ---- | ------ | ---- | -------- |
| 2012 | 17.141 | 1,18 | 0 / 75   |
| 2016 | 1.111  | 0,08 | 0 / 75   |
| 2020 | 559    | 0,04 | 0 / 75   |

| Any  | Vots   | %    | Regidors   |
| ---- | ------ | ---- | ---------- |
| 2011 | 15.582 | 1,71 | 3          |
| 2019 | 3.086  | 0,01 | 2 / 66.979 |
| 2023 | 15.810 | 0,07 | 8 / 67.152 |